# Hans-Hermann Schrader
Hans-Hermann Schrader ist ein deutscher Datenschutzexperte.
Schrader war bis September 2004 Landesdatenschutzbeauftragte von Hamburg.
Er hielt auch Vorlesungen im Datenschutzrecht an der Universität Hamburg.
Schrader ist mit Hans Peter Bull einer der Mitbegründer der Hamburger Datenschutzgesellschaft (HDG).

## Werk
- Datenschutz und Medienfreiheit. In: Datenschutz und Datensicherheit 24 (2), 2000.
- Das Abhörurteil des BVerfG: Gewinn oder Verlust für den Datenschutz? In: Datenschutz und Datensicherheit 23 (11), 1999.
- mit Helmut Bäumler und Astrid Breinlinger: Datenschutz von A–Z. Luchterhand, Neuwied 2001.
- mit Inge Matthies-Schrader: Gesundheit selbstbestimmt. Verbraucherzentrale Hamburg, 2007.